# Hessen-Nassau
Provincia Hessen-Nassau a fost  între anii 1868-1944 o provincie prusacă alcătuită din ținuturile Principatul Hessa și Nassau, districtul Biedenkopf și districtul urban Frankfurt pe Main. Ea se întindea pe teritoriul de azi din nordul landului Hessa, precum și pe o parte din landul Renania-Palatinat. Orașele mai mari din provincie erau Frankfurt pe Main, Kassel și Wiesbaden. Provincia se întindea pe o suprafață de 15.700 km² și avea în 1905 cca 2 milioane de locuitori.

## Președinți
- 1867–1871: Eduard von Moeller
- 1872–1875: Ludwig von Bodelschwingh
- 1876–1881: Carl Ludwig August Freiherr von Ende
- 1881–1892: Botho Wendt zu Eulenburg, 1892-94 prim ministru prusac
- 1892–1898: Eduard Ludwig Karl Magdeburg
- 1898–1903: Robert Graf von Zedtlitz-Trützschler, 1886-90 președinte suprem în Posen
- 1903–1907: Hubert Ludwig von Windheim
- 1907–1917: Wilhelm Hengstenberg
- 1917–1919: Dr. August von Trott zu Solz
- 1919–1930: Dr. Rudolf Schwander, DDP
- 1930–1932: August Haas, SPD
- 1932–1933: Dr. Ernst von Hülsen
- 1933–1943: Philipp von Hessen-Rumpenheim
- 1943–1944: Ernst Beckmann

## Orașe
| Orașe în Hessen-Nassau |           |           |
| Oraș                   | Anul 1900 | Anul 1910 |
| Frankfurt              | 288.989   | 414.576   |
| Kassel                 | 106.034   | 153.196   |
| Wiesbaden              | 86.111    | 109.002   |
| Hanau                  | 29.847    | 37.472    |
| Fulda                  |           | 22.487    |
| Marburg                |           | 21.860    |
| Biebrich               |           | 21.199    |
| Höchst am Main         |           | 17.240    |
| Homburg vor der Höhe   |           | 14.334    |
| Eschwege               |           | 12.542    |
| Griesheim am Main      |           | 11.514    |
| Limburg an der Lahn    |           | 10.965    |
| Schmalkalden           |           | 10.018    |